# Galactus
Galactus, ook wel bekend als Devourer of Worlds (verslinder van werelden) of Ravager of Planets (verwoester van planeten), is een fictief wezen uit de strips van Marvel Comics. Galactus is een zogenaamd kosmisch wezen (Engels: cosmic entity). Hij werd bedacht door Stan Lee en Jack Kirby en verscheen voor het eerst in Fantastic Four #48.

## Biografie

### Wedergeboorte
Galactus stond oorspronkelijk bekend als Galan van de planeet Taa. Hij is de enige overlevende van de Big Crunch van het vorige universum.
Galan was een ontdekkingsreiziger die het naderende einde van zijn universum onderzocht. Zijn oorspronkelijke doel was een manier te vinden om zijn planeet te beschermen tegen de straling die al het leven in het universum uitroeide, maar hij was hier niet toe in staat. Galans schip en bemanning werden vernietigd toen hij het centrum van de Big Crunch naderde. Op het moment dat Galans universum zijn einde naderde, werd Galan zelf benaderd door de Sentience of the Universe, de vorige incarnatie van het wezen Eternity. Zij fuseerde met de sterfelijke Galan, waardoor hij de enige overlevende van de Big Crunch werd.
Toen de Big Bang plaatsvond, werd Galan herboren als Galactus. Om zijn verandering te voltooien bracht Galactus miljoenen jaren door in een cocon van kosmische energie. Toen hij weer uit deze cocon tevoorschijn kwam, was hij een wezen van kosmische kracht geworden, dat tevens van cruciaal belang was voor het bestaan van het nieuwe universum. Galactus wordt gezien als een van de vijf essentiële wezens binnen het Marvel Universum, samen met Eternity, Death, Infinity en Oblivion.

### De verslinder van werelden
Galactus heeft om voort te bestaan een onbekende energie nodig die hij alleen van bepaalde planeten kan krijgen. De planeten in kwestie hoeven niet per se bevolkt te zijn, maar moeten wel de potentie hebben om leven te ondersteunen. Galactus stelt meestal een dienaar aan om het universum af te speuren naar de juiste planeten. Indien een planeet is gevonden bezoekt Galactus deze om binnen enkele minuten alle energie van die planeet te absorberen. Aangezien hij zichzelf als een opperwezen ziet laat Galactus een planeet niet met rust omdat er toevallig intelligent leven voorkomt. Daardoor is hij in de loop van miljarden jaren het meest gevreesde wezen in het universum geworden, die al vele buitenaardse beschavingen heeft vernietigd.
Desondanks is hij niet een kwaadaardig wezen, maar meer een soort natuurkracht. Het is bekend dat Galactus een cruciale rol speelt in de continuïteit van het Marvel-universum, aangezien hij balans brengt tussen de twee tegenovergestelde universele krachten Death en Eternity, die de Yin en Yang van het Marvel universum vormen. Zonder Galactus zou het universum uiteenvallen.

### Galactus' Herauten
Galactus heeft een aantal wezens aangesteld als zijn dienaren. Hierbij gaf hij hen een gedeelte van zijn Kosmische kracht en zond hen eropuit om nieuwe werelden te vinden die hij kon verslinden. Hierdoor werden Galactus' dienaren gezien als heraut van het einde van de wereld. De meeste dienaren hebben hem uiteindelijk verraden, of zijn om een andere reden door hem verworpen.
Enkele van Galactus’ (voormalige) dienaren zijn de Air-Walker, Silver Surfer, Terrax, Firelord, Morg, de Fallen, Nova II en Stardust. In een episode van What If... is Tante May een heraut als Golden Oldie. De Tyrant, een bijna-kosmisch wezen, kan beschouwd worden als Galactus' eerste helper, hoewel hij niet dezelfde functie had als een heraut.

### Pogingen tot het verslinden van de Aarde
Galactus heeft meerdere malen gedreigd ook de Aarde te verslinden. De eerste keer werd hij echter verdreven door de Fantastic Four, geholpen door de Watcher (Uatu) en Galactus’ voormalige dienaar Silver Surfer, door hem te bedreigen met Mr. Fantastics wapen de Ultimate Nullifier.
Hoewel Galactus na deze mislukte poging zich voornam de Aarde niet nogmaals aan te vallen, keerde hij toch een aantal maal terug. Eenmaal werd hij genoeg verzwakt door de Fantastic Four, de Avengers en Dr. Strange om hem te verslaan.

### Tijdelijke dood
In de Galactus: The Devourer miniserie (1999-2000) werd Galactus schijnbaar gedood door de gecombineerde krachten van Silver Surfer, de Avengers, de Fantastic Four, Jean Grey, Starjammers, de Shi’ar en een armada van schepen van andere planeten. Toen hij stierf gaf hij echter nog de waarschuwing dat zijn dood een groot kwaad zou loslaten.
Dat kwaad verscheen in Fantastic Four Annual 2001 in de vorm van Abraxas, de universele belichaming van vernietiging en de tegenhanger van Eternity. Al snel werd bekend dat een groot deel van de energie die Galactus uit planeten zoog werd gebruikt om Abraxas gevangen te houden. Abraxas zou nu hij vrij was het gehele multiversum vernietigen. Toen bleek dat Galactus niet echt dood was, maar in zijn huidige vorm (een ster) niets kon doen, gebruikten Franklin Richards en Valeria von Doom hun krachten om Galactus’ lichaam te herstellen. Galactus versloeg Abraxas met gemak.

## Krachten en vaardigheden
Galactus beschikt over de onmeetbare “Kosmische kracht” en is daarmee een van de sterkste wezens uit het Marvel universum. Hij kan de ongelimiteerde kosmische energie in hem gebruiken om vrijwel elk gewenst effect te bereiken.
Galactus heeft al veel verschillende vaardigheden getoond waaronder: formaatverandering, moleculaire herstructurering. transmutatie van materie, energieprojectie met onmeetbare kracht of hitte, teleportatie van onder andere gehele sterrenstelsels door tijd en ruimte, oproepen van ondoordringbare energieschermen en krachtvelden, creëren van poorten tussen parallelle universums, ongelimiteerde telepathische en telekinetische krachten. Galactus kan zelfs leven scheppen, de doden tot leven wekken, dode werelden en hun inwoners tot in de kleinste details hercreëren.
Galactus’ moet te allen tijde zijn harnas dragen om zijn enorme kracht in toom te houden. Aangezien hij zich continu moet voeden met energie van planeten is Galactus’ krachtniveau nooit hetzelfde. Als hij enige maanden geen planeet meer verslindt komt hij op het randje van de dood. In een dergelijke staat was hij bijvoorbeeld kwetsbaar voor de aanval van de Avengers, Fantastic Four en de Shi’ar.
Als het oudste wezen in het universum is Galactus tevens een van de meest intelligente wezens in het universum. Gedurende zijn leven heeft hij dermate veel kennis opgedaan dat er maar weinig is dat hij niet weet. Hij heeft de meest geavanceerde technologie ooit ontwikkeld. Reed Richards, die zelf gezien wordt als de intelligentste persoon op aarde, gaf toe dat hij zijn gehele leven kon wijden aan het bestuderen van slechts 1 machine gemaakt door Galactus.
Het is echter wel zo dat vanwege al zijn krachten en intelligentie Galactus vaak overmoedig wordt en zijn vijanden onderschat. Daardoor is hij al meerdere malen verslagen door wezens die zwakker waren dan hij.

## Fysieke verschijning
Hoe Galactus er werkelijk uitziet is niet bekend, aangezien elk wezen dat hem aanschouwt hem ziet als een van zijn eigen soort, of in ieder geval een archetype dat bij hun culturele achtergrond past. Voor mensen ziet Galactus eruit als een enorm gepantserd mensachtig wezen (zoals hij in de strips ook het meest wordt getekend), maar een amoebe-achtig wezen zou Galactus bijvoorbeeld kunnen zien als een enorme amoebe. In zijn sterfelijke vorm, Galan, was Galactus inderdaad mensachtig.

## Ultimate Galactus
In het Ultimate Marvel universum is Galactus heel anders dan in de standaard strips. Hier staat hij bekend als Gah Lak Tus (Blijkbaar een Kree term, die door Vision werd vertaald als "Ontschepper/Gif-golf/Anti-messias/Universele einde-brenger") , en in plaats van een kosmisch wezen is hij een immense (geschat op 100.000 mijl lang) groep van robotische wezens, elk ter grootte van een stad. Deze wezens handelen als een communaliteit (zoals de Borg uit Star Trek), en vernietigen werelden door eerst de bevolking uit te roeien met soldaten (die op de Silver Surfer lijken) en een vleesetend virus en vervolgens de planeet open te breken en alle thermische energie uit de kern te absorberen.
Gah Lak Tus werd voor het eerst genoemd door de Ultimate versie van Vision, die naar de Aarde was gekomen om te waarschuwen voor de komst van Gah Lak Tus. Gah Lak Tus werd van de aarde verdreven door de aanwezige superhelden, m.n. een psychische aanval door het hele mensdom gecoördineerd door Professor X (Gah Lak Tus walgde zo van organisch leven dat zelfs een psychische aanraking het enorme wezen letterlijk deed rillen van walging) en een wapen, gebouwd door Reed Richards, dat simpel gezegd een Oerknal van een jong heelalletje op de Ontschepper afvuurde.

## Galactus in andere media

### Televisie
- Galactus verscheen in de Fantastic Four animatieserie uit 1967.
- Galactus verscheen eveneens in de Fantastic Four animatieserie uit 1994, samen met Silver Surfer. Zijn stem werd gedaan door Tony Jay.
- Galactus verscheen ook meerdere malen in de Silver Surfer animatieserie in 1997. Zijn stem werd gedaan door James Blendick.

### Film
- Galactus verscheen in de film Fantastic Four: Rise of the Silver Surfer. In de film is Galactus niet in zijn normale menselijke vorm te zien, maar als een enorme kosmische wolk. Bovendien praat hij in de film ook niet. Dit heeft tot negatieve reacties geleid van fans die graag de mensachtige Galactus hadden gezien.

### Marvel Cinematic Universe
Sinds 2025 verscheen het personage in het Marvel Cinematic Universe en wordt hierin vertolkt door Ralph Ineson. De schurk wordt in menselijke vorm geïntroduceerd in The Fantastic Four: First Steps (2025), in een alternatief universum van de primaire tijdlijn in het Marvel Cinematic Universe. Galactus is onder andere te zien in de volgende film:
- The Fantastic Four: First Steps (2025)

### Games
- Galactus verscheen in de Arcade Mode van Marvel vs. Capcom 3: Fate of Two Worlds als eindbaas en is in het vervolg Ultimate Marvel vs. Capcom ook zelf te selecteren als karakter.
- Galactus is de primaire antagonist in de storymode van de game LEGO: Marvel Super Heroes.
- Galactus verscheen ook in Fortnite tijdens de Fortnite X Marvel crossover. Hierbij komt een groep helden en schurken van Marvel bij elkaar om tegen hem te vechten. Deze crossover heeft ook geleidt tot een stripboek over de zogenoemde 'Nexus War', waarin Galactus ook verscheen.